# Evariste Shonganya
Evariste Shonganya (ur. 6 kwietnia 1991 w Isiro) – kongijski koszykarz, występujący na pozycjach sinego skrzydłowego lub środkowego, reprezentant kraju, obecnie zawodnik UBU Tizona.

## Kariera sportowa
W 2017 spędził rozgrywki przedsezonowe z greckim Koroiwos Amaliadas.
W sezonie 2018/2019 notował średnio 23,5 punktu na mecz (4. miejsce w lidze), 4,5 asysty (9. miejsce), 2 bloki i 2,5 przechwytu.
16 września 2019 dołączył do zespołu z MKS-u Dąbrowy Górniczej. 29 listopada opuścił klub. 14 grudnia został zawodnikiem występującego w III lidze hiszpańskiej (LEB Plata) UBU Tizona.

## Osiągnięcia
Stan na 14 stycznia 2020, na podstawie, o ile nie zaznaczono inaczej.
- Uczestnik:
  - Klubowego Pucharu Mistrzów Afryki (2014 – 7. miejsce)
  - kwalifikacji do Klubowego Pucharu Mistrzów Afryki (2008, 2009, 2012, 2013)

Indywidualne
(* – nagrody przyznane przez portal eurobasket.com)
- Zaliczony do składu honorable mention ligi szwedzkiej (2019)*[7]
- Lider w zbiórkach Klubowego Pucharu Mistrzów Afryki (2017)

Reprezentacja
- Mistrz FIBA AfroCan (2019)[8]
- Uczestnik:
  - mistrzostw Afryki (2017 – 6. miejsce)
  - afrykańskich kwalifikacji do mistrzostw świata (2017 – 13. miejsce)
  - kwalifikacji do Afrobasketu (2009)